# Mesophora granosa
Mesophora granosa är en snäckart som först beskrevs av William Harper Pease 1870.  Mesophora granosa ingår i släktet Mesophora och familjen Triphoridae. Inga underarter finns listade i Catalogue of Life.